# Agrodiaetus ultramarina
Agrodiaetus ultramarina är en fjärilsart som beskrevs av Karl Schawerda 1924. Agrodiaetus ultramarina ingår i släktet Agrodiaetus och familjen juvelvingar. Inga underarter finns listade i Catalogue of Life.